# Guerra Russo-Turca (1686–1700)
A guerra russo–turca de 1686–1700 foi parte de um esforço conjunto na Europa para confrontar o Império Otomano. O conflito europeu do período ficou conhecido como a Grande Guerra Turca.
A guerra russo–turca começou quando a Rússia se juntou à coalizão européia contra os turcos (Áustria, Polônia e Veneza) em 1686. Durante a guerra, o exército russo organizou as campanhas da Criméia de 1687 e 1689 e as campanhas de Azov de 1695 e 1696. Com o início da mobilização russa para a guerra contra a Suécia e com a assinatura de outros países do Tratado de Karlowitz com a Turquia em 1699, o governo russo assinou o Tratado de Constantinopla com o Império Otomano em 1700.